# घ
Cette page contient des caractères spéciaux ou non latins. S’ils s’affichent mal (▯, ?, etc.), consultez la page d’aide Unicode.
घ, appelé gha et transcrit gh, est une consonne de l’alphasyllabaire devanagari.

## Représentations informatiques
Ses Unicode sont :
| formes | représentations | chaînes de caractères | points de code | descriptions                                     |
| ------ | --------------- | --------------------- | -------------- | ------------------------------------------------ |
| pleine | घ               | घ                     | U+0918         | lettre devanagari gha                            |
| morte  | घ्               | घ◌्                    | U+0918 U+094D  | lettre devanagari gha, symbole devanagari virama |